# Landgericht Ingolstadt (bayerische Verwaltungseinheit)
Das Landgericht Ingolstadt war ein von 1803 bis 1879 bestehendes bayerisches Landgericht älterer Ordnung mit Sitz in Ingolstadt. Die Landgerichte waren im Königreich Bayern Gerichts- und Verwaltungsbehörden, die 1862 in administrativer Hinsicht von den Bezirksämtern und 1879 in juristischer Hinsicht von den Amtsgerichten abgelöst wurden.

## Geschichte
Die Stadt Ingolstadt selbst war eine landständische Stadt, Landesfestung und Sitz der Landesuniversität. Das Gebiet um Ingolstadt umfasste organisatorisch die kurfürstlichen Landgerichte Abensberg, Altmannstein, Dünzlau, Gerolfing, Kösching, Mainburg, Stammham-Etting, Vohburg und Neustadt a.d.Donau sowie die landständischen Städte Abensberg und Neustadt an der Donau.
Im Jahr 1803 wurde im Verlauf der Verwaltungsneugliederung Bayerns das Landgericht Ingolstadt errichtet. Es wurde aus den aufgelösten Landgerichte Dünzlau, Gerolfing, Kösching und Stammham-Etting. Das Landgericht Ingolstadt gehörte zum neu gegründeten Altmühlkreis mit der Hauptstadt Eichstätt, ab 1810 zum Oberdonaukreis. Nach der Neuorganisation im Jahre 1838 gehörte das Landgericht Ingolstadt zum Kreis Oberbayern.
Infolge der am 1. Juli 1862 verfügten Trennung von Justiz und Verwaltung in den rechtsrheinischen Landesteilen des Königreichs Bayern wurden dem neu gebildeten Landgericht Geisenfeld folgende Orte aus dem Landgericht Ingolstadt zugeteilt: Engelbrechtsmünster, Ernsgaden, Gaden bei Pförring, Hartacker, Ilmendorf, Irsching, Münchsmünster, Rockolding, Schillwitzried, Vohburg an der Donau, Westenhausen und Wöhr.
Das Stadt- und Landgericht Ingolstadt bestand als Gerichtsbehörde bis 1879 fort. Anlässlich der Einführung des Gerichtsverfassungsgesetzes am 1. Oktober 1879 wurde in Ingolstadt ein Amtsgericht errichtet. Dessen Bezirk wurde zum gleichen Datum um zehn Gemeinden des bisherigen Stadt- und Landgerichts Neuburg a. d. Donau vergrößert.
Zum 1. März 1988 wurde in Ingolstadt das Landgericht Ingolstadt errichtet, bei dem es sich allerdings um ein Gericht zweiter Instanz nach dem deutschen Gerichtsverfassungsgesetz handelt.